# Saltanecydalopsis irwini
Saltanecydalopsis irwini är en skalbaggsart som beskrevs av Barriga och Cepeda 2007. Saltanecydalopsis irwini ingår i släktet Saltanecydalopsis och familjen långhorningar. Inga underarter finns listade i Catalogue of Life.